# Švošov
Švošov (hongrois : Sósó) est un village de Slovaquie situé dans la région de Žilina.

## Histoire
La première mention écrite du village date de 1572.

## Démographie

### Évolution de la population
| Année:               | 1994. | 2004.   | 2014.   | 2024.   |
| -------------------- | ----- | ------- | ------- | ------- |
| Nombre de personnes: | 772   | 824     | 818     | 864     |
| Différence:          |       | +6,73 % | -0,72 % | +5,62 % |

| Année:               | 2023. | 2024.   |
| -------------------- | ----- | ------- |
| Nombre de personnes: | 860   | 864     |
| Différence:          |       | +0,46 % |